# Anomia
A anomia é um estado de falta de objetivos e regras e de perda de identidade, provocado pelas intensas transformações ocorrentes no mundo social moderno. A partir do surgimento do capitalismo e da tomada da razão como forma de explicar o mundo, há um brusco rompimento com valores tradicionais, fortemente ligados à concepção religiosa. A modernidade, com seus intensos processos de mudança, não fornece novos valores que preencham os anteriores demolidos, ocasionando uma espécie de vazio de significado no cotidiano de muitos indivíduos. Há um sentimento de se "estar à deriva," participando inconscientemente dos processos coletivos/sociais: perda quase total da atuação consciente e da identidade.

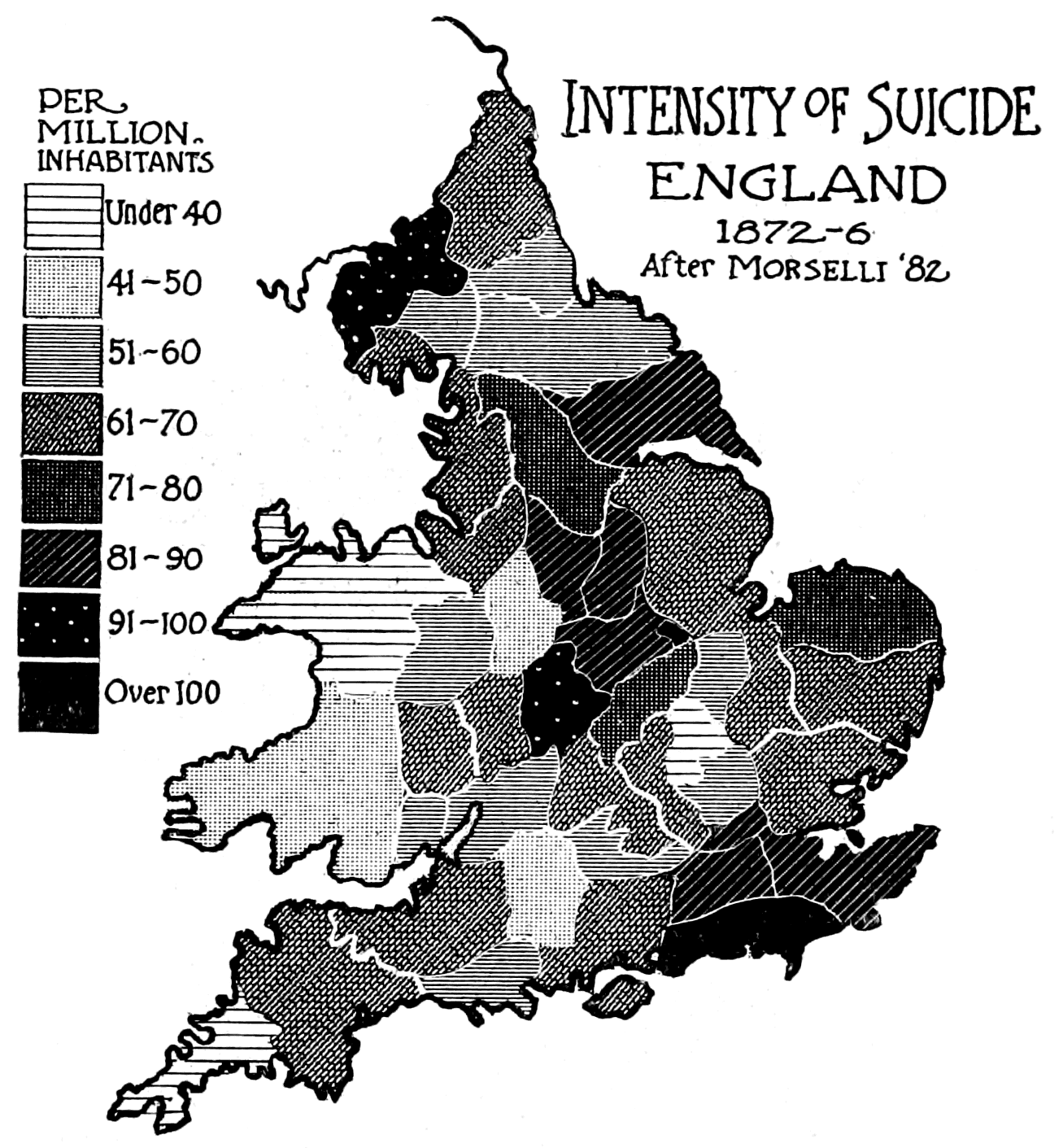
Mapa mostrando as taxas de suicídio nas diferentes regiões da Inglaterra entre 1872 e 1876ː segundo Durkheim, a anomia é um dos fatores que causam suicídios

O termo anomia foi frequentemente debatido por diversos sociólogos, sendo também um conceito muito utilizado pelos funcionalistas estruturais, como Émile Durkheim, assim como no trabalho de Robert King Merton, daí a importância de referir estes dois principais conceitos.

## O conceito segundo Durkheim
O conceito foi estabelecido por Émile Durkheim nas suas obras Da Divisão do Trabalho Social e em o O Suicídio. Durkheim emprega este termo para mostrar que algo na sociedade não funciona de forma harmônica. Algo desse corpo está funcionando de forma patológica ou "anomicamente." Em seu famoso estudo sobre o suicídio, Durkheim mostra que os fatores sociais - especialmente da sociedade moderna - exercem profunda influência sobre a vida dos indivíduos com comportamento suicida, sendo a anomia uma dessas influências.
Durkheim concluiu que o suicídio anômico era causado por uma ausência de regulação social, devido a contextos de mudança repentina ou de instabilidade na sociedade. A perda no que diz respeito às normas e desejos, pode perturbar a harmonia da vida das pessoas, tal como acontece em tempos de crises econômicas ou de fortes conflitos pessoais.
O termo anomia é também utilizado para designar sociedades ou grupos no interior delas, que sofrem do caos gerado pela ausência de regras de boa conduta comumente admitidas, implícita ou explicitamente, ou, pior ainda, devido à instalação de regras que promovem o isolamento ou mesmo a predação ao invés da cooperação.

## O conceito segundo Merton
Segundo Merton, anomia significa uma incapacidade de atingir os fins culturais. Para ele, ocorre quando o insucesso em atingir metas culturais, devido à insuficiência dos meios institucionalizados, gera conduta desviante. O seu pensamento popularizou-se em 1949 graças ao seu livro: Estrutura Social e Anomia.
A teoria da anomia de Merton explica por que os membros das classes menos favorecidas cometem a maioria das infrações penais, e crimes de motivação política (terrorismos, saques, ocupações) que decorrem de uma conduta rebelde, bem como comportamentos de evasão como o alcoolismo e a toxicodependência.

## O conceito nas Relações Internacionais
Os conceitos sociológicos desenvolvidos por Émile Durkheim e Robert Merton são igualmente aproveitados para a construção de um modelo explicativo das relações internacionais.
Neste sentido, o conceito de anomia é utilizado para sustentar que a sociedade internacional contemporânea estipula objetivos que não possuem normas e instituições apropriadas para regular e controlar o alcance destas metas. Assim, diante da impossibilidade de atingir estes objetivos, os atores internacionais frequentemente desconsideram as organizações internacionais ou as normas estabelecidas pela sociedade internacional.
 

Tal realidade gera uma condição de anomia na ordem internacional, criando um estado de normalidade no uso da violência e na prática de ilegalidades no cenário internacional. Deste modo, a anomia da ordem na política internacional impõe limites para o progresso da sociedade internacional contemporânea, estabelecendo a recorrência dos conflitos em um mundo constrangido pela impossibilidade de execução das metas estipuladas pela sociedade internacional.